# Panesthia antennata
Panesthia antennata är en kackerlacksart som beskrevs av Brunner von Wattenwyl 1893. Panesthia antennata ingår i släktet Panesthia och familjen jättekackerlackor. Inga underarter finns listade i Catalogue of Life.